# Antihypertenzivum

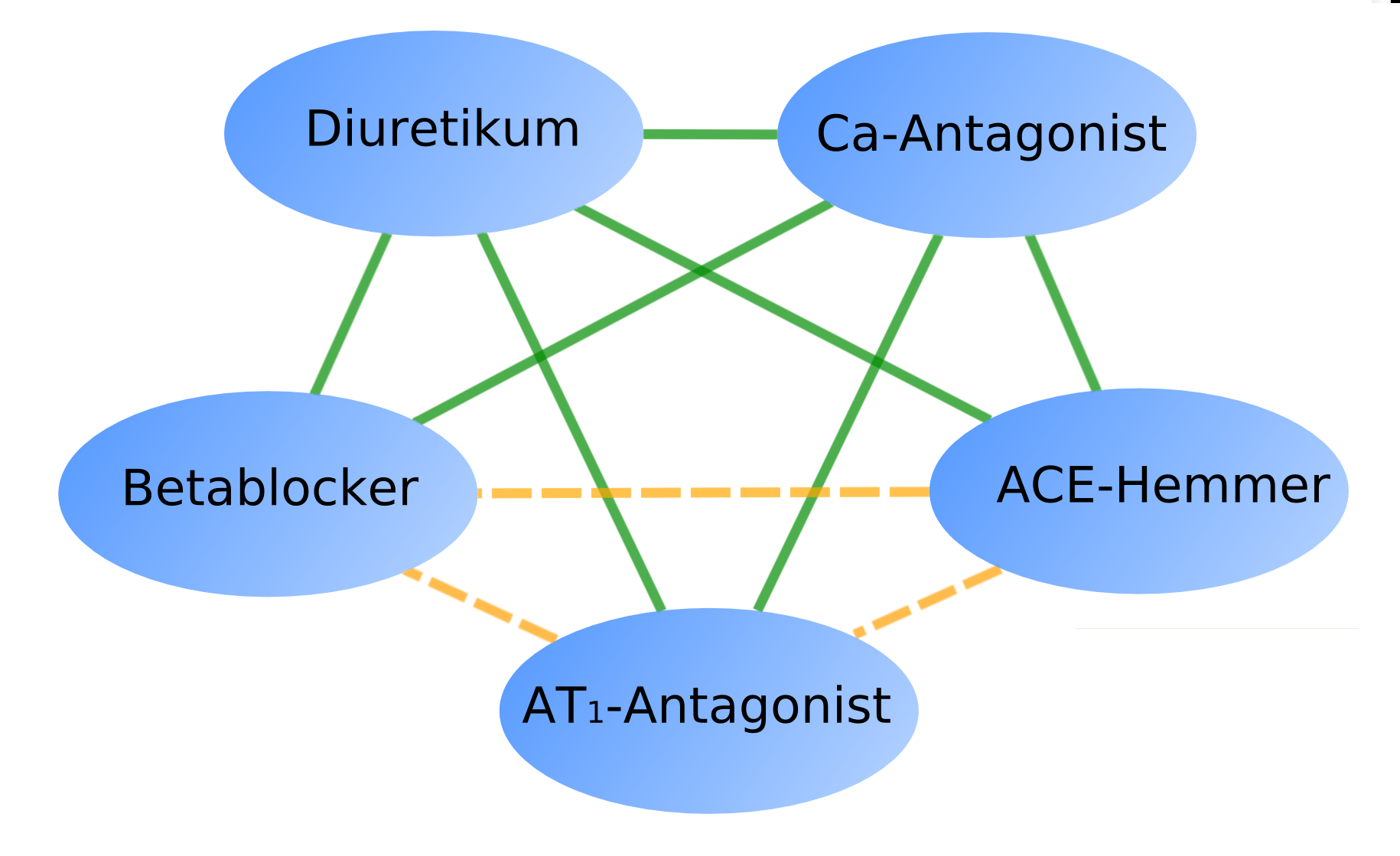
Základní skupiny antihypertenziv a možné kombinace

Antihypertenziva jsou léčiva, která se používají k léčbě vysokého krevního tlaku (hypertenze). Antihypertenzní léčba se snaží předcházet komplikacím vysokého krevního tlaku, jako je mrtvice, srdeční selhání, selhání ledvin a infarkt myokardu. Metaanalýzy rozsáhlých randomizovaných studií prokázaly, že snížení krevního tlaku o 5–6 mmHg může snížit riziko cévní mozkové příhody o 35–40 % a ischemické choroby srdeční o 20–25 % a může snížit pravděpodobnost vzniku demence, srdečního selhání a úmrtnosti na kardiovaskulární onemocnění. Existuje několik skupin antihypertenziv a každá z nich snižuje krevní tlak různým způsobem, mezi základní nejběžněji používané skupiny patří diuretika, blokátory kalciových kanálů, inhibitory angiotenzin konvertujícího enzymu (inhibitory ACE), blokátory AT1- receptorů (AT1 blokátory, ARB) a beta-blokátory. Léčba hypertenze často zahrnuje kombinaci několika léků z různých skupin, protože tím lze dosáhnout lepší kontroly krevního tlaku.
Rozsáhlé klinické stuie se zabývaly otázkou volby přípravku pro zahájení léčby hypertenze a na základě jejich výsledků byly sestaveny mezinárodní a národní pokyny pro léčbu. Při volbě léku a dávkování hraje roli také věk pacienta, jeho klinický stav a postižení orgánů. Jednotlivé skupiny antihypertenziv se liší svými nežádoucími účinky, schopností předcházet následkům hypertenze a cenou. Volba dražších přípravků tam, kde by byly stejně účinné levnější léky, by měla negativní dopad na státní rozpočet na zdravotní péči.
Navzdory rostoucímu počtu doporučených postupů pro léčbu hypertenze není její diagnostika a léčba optimální. Hlavním příčinou je nedostatečná implementace příslušných pokynů do reálné klinické praxe. Podle evropských pokynů z roku 2024 je při hodnocení a léčbě vysokého krevního tlaku třeba vzít v úvahu absolutní riziko kardiovaskulárního onemocnění. Antihypertenziva mohou toto riziko snížit i u osob, které nejsou tradičně klasifikovány jako hypertonici. Jednou z nejdůležitějších změn v uvedených pokynech je důraz na snižování výskytu vaskulárních příhod a úmrtnosti prostřednictvím antihypertenzivní léčby, nikoliv na pouhé snižování krevního tlaku.

## Diuretika
Diuretika jsou jednou z nejdéle používaných skupin antihypertenziv, v klinické praxi se používají od roku 1957 a často se kombinují s dalšími přípravky. Snižují krevní tlak tím, že pomáhají ledvinám vyloučit z tkání a krve přebytečnou sůl a vodu. Mají srovnatelný účinek na pokles vaskulárních příhod a úmrtnosti jako ostatní základní antihypertenziva a vyznačují se dobrou tolerancí a malým počtem nežádoucích účinků i v kombinaci například s inhibitory ACE nebo AT1 blokátory.

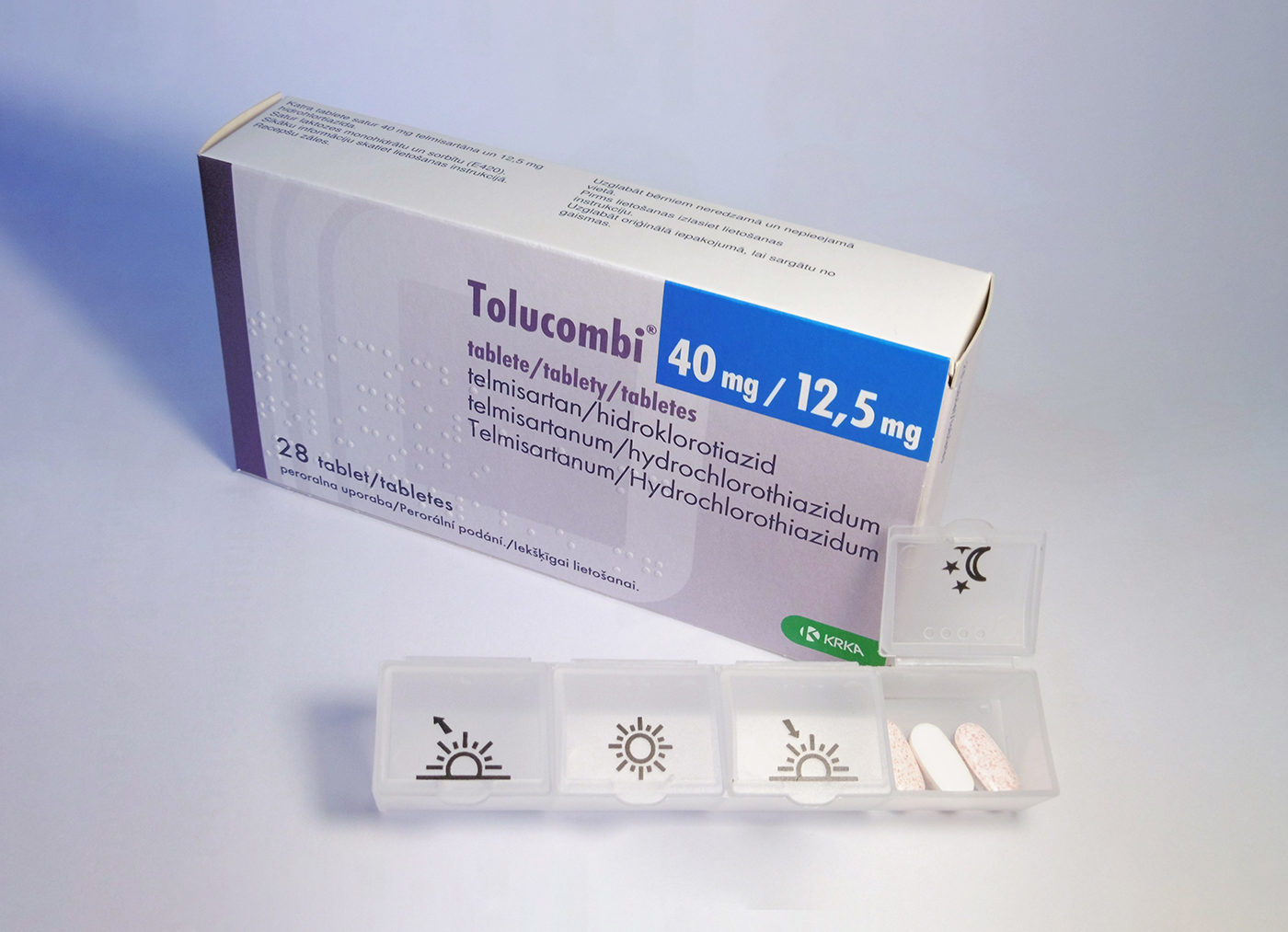
Tolucombi, kombinace telmisartanu a hydrochlorothiazidu. Výrobce Krka.

Podle mechanismu účinku se rozlišuje několik druhů diuretik, které se používají k léčbě hypertenze – thiazidová, kličková a kalium šetřící.

### Thiazidová diuretika
Thiazidová diuretika (někdy označována jako diuretika distálního tubulu) působí v distálním tubulu ledvinových nefronů, kde zamezují zpětnému vstřebávání sodíku a chloridů z moči do krve. To vede k vylučování sodíku, chloridů a vody. Nejpoužívanější thiazidy jsou:
- hydrochlorothiazid
- chlorthalidon
- indapamid

### Kličková diuretika
Kličková diuretika zamezují zpětnému vstřebávání sodíku a draslíku v Henleově kličce ledvinových nefronů a naopak podporují jejich vylučování. Mají nejsilnější diuretický účinek. Nejvíce se používají:

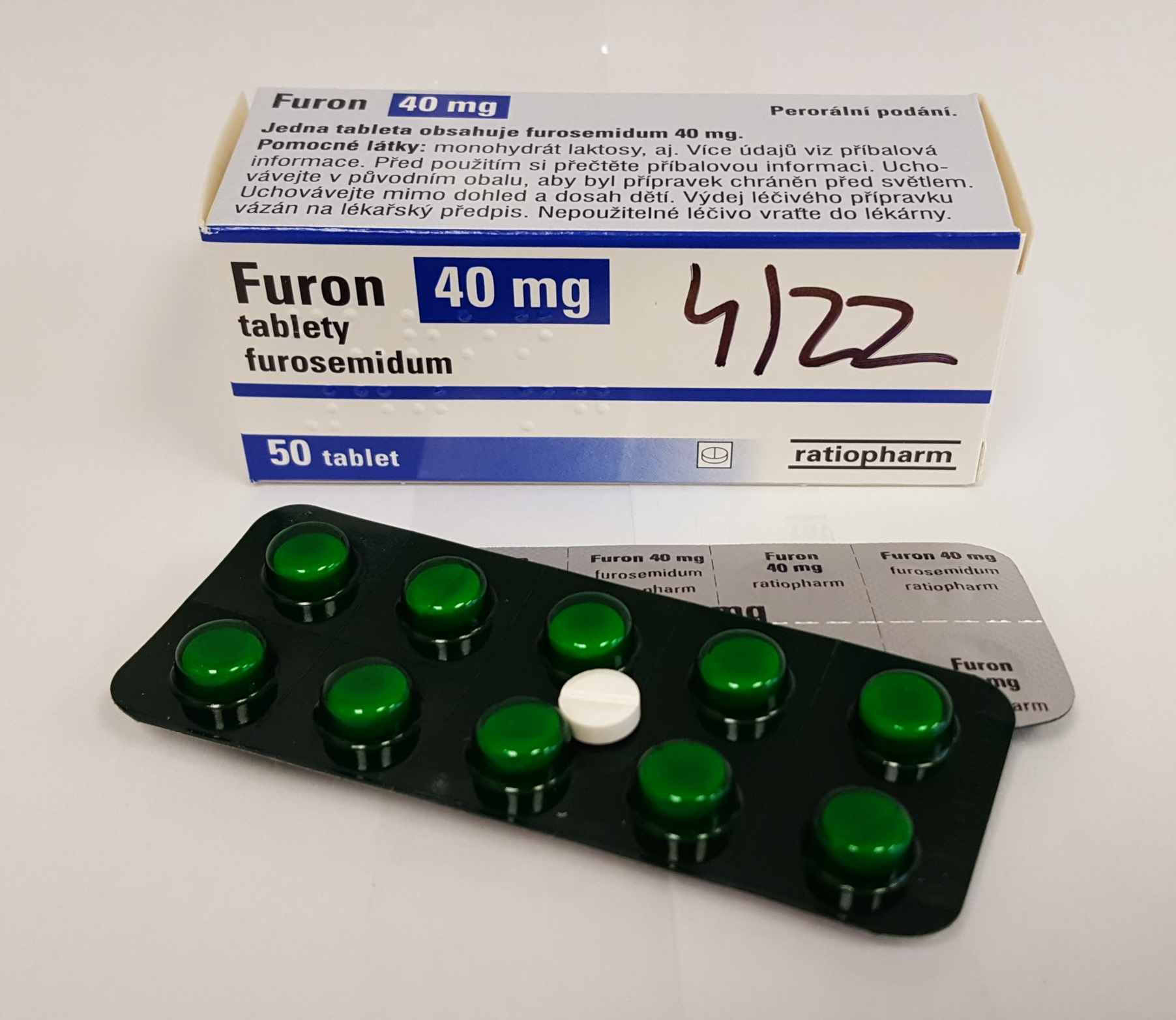
Furon, furosemid, výrobce Ratiopharm

- furosemid
- bumetanid
- torasemid

### Kalium šetřící diuretika
Kalium šetřící diuretika působí ve sběrném kanálku a v dolní části distálního tubulu ledvinových nefronů. Působí jako antagonisté aldosteronu nebo blokují specifické sodíkové kanály v ledvinách. Snižují vylučování draslíku a podporují vylučování sodíku. Mají slabý diuretický účinek a používají se hlavně v kombinace s thiazidy nebo kličkovými diuretiky k prevenci ztráty draslíku. Do této skupiny patří:
- amilorid
- triamteren
- spironolakton

## Blokátory kalciových kanálů
Blokátory kalciových kanálů (Calcium Channel Blockers, CCB) byly vyvinuty v šedesátých letech 20. století a v klinické praxi se začaly používat v sedmdesátých letech nejprve v léčbě anginy pectoris a v osmdesátých letech v léčbě hypertenze. Blokují vstup vápníku do svalových buněk ve stěnách tepen, což vede k jejich relaxaci a vazodilataci, snížení periferního odporu a tím krevního tlaku. CCB snižují krevní tlak ve všech skupinách pacientů bez ohledu na pohlaví, rasu/etnikum, věk a příjem sodíku ve stravě a efektivně působí zejména v kombinaci s dalšími léky, nejčastěji inhibitory ACE. Typickými nežádoucími účinky CCB jsou otoky, zrudnutí v obličeji, bolesti hlavy, ospalost a závratě.
Podle selektivity a účinku se blokátory kalciových kanálů dělí na dvě hlavní skupiny – dihydropyridiny a non-dihydropyridinové CCB. Rozlišují se tři generace CCB. Při užívání dihydropyridinů I. generace docházelo k vyššímu výskytu akutních kardiovaskulárních a cerebrovaskulárních onemocnění, proto se pro léčbu hypertenze používají CCB II. a zejména III. generace s postupným nástupem i odezníváním účinku, minimálním kolísáním plazmatických hladin a prodlouženou dobou účinku nad 24 hodiny.

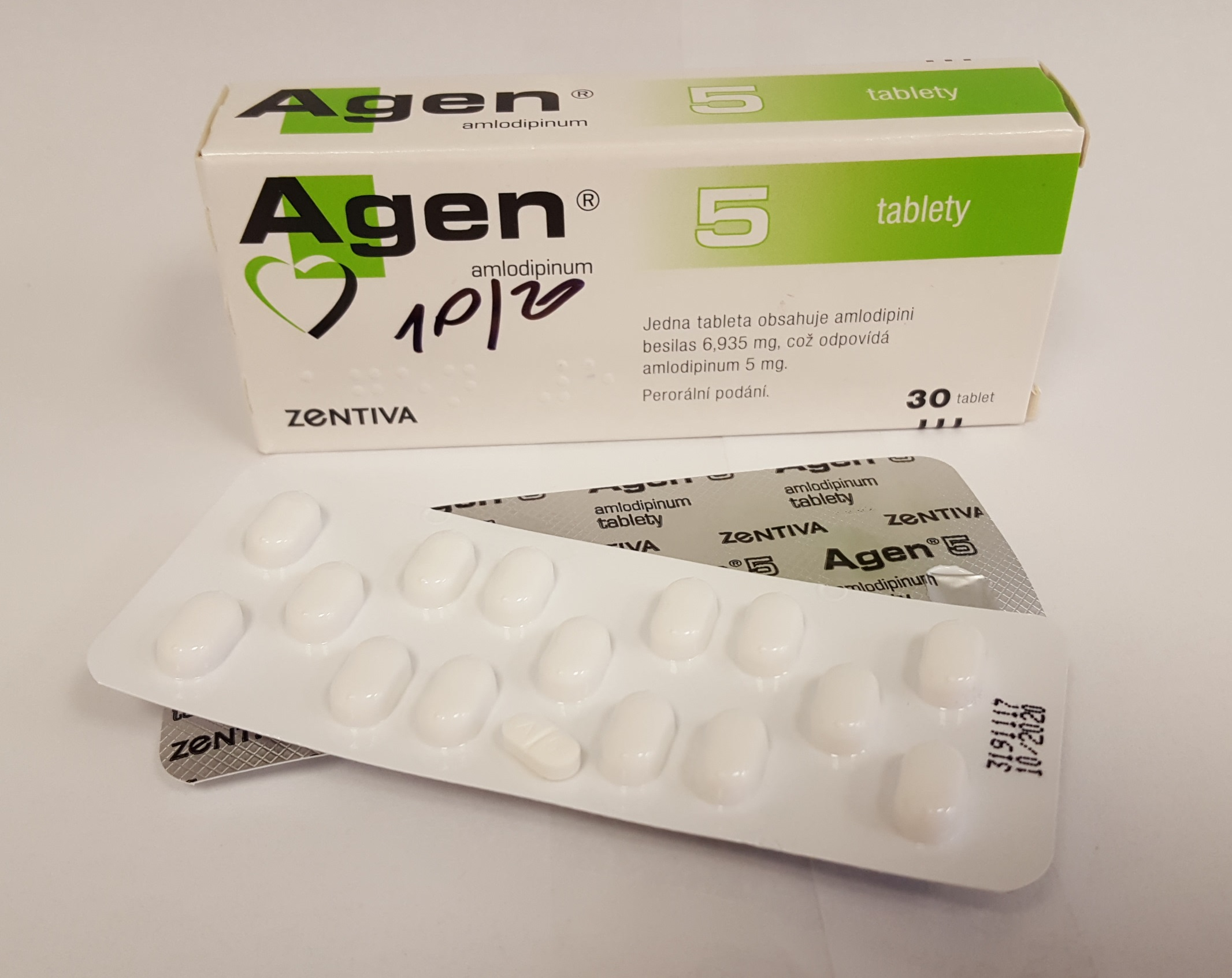
Agen, amlodipin, výrobce Zentiva

### Dihydropyridiny
I. generace: nifedipin
II. generace: felodipin (Plendil, Pressid), isradipin SRO (Lomir SRO), nifedipin retard, nifedipin GITS (Cordipin XL, Nifecard XL, Adalat SR), nilvadipin (Escor, Escor forte), nimodipin, nisoldipin (Syscor), nitrendipin (Bypress, Lusopress, Nitrendipin, Unipress)
III. generace: amlodipin (Agen, Amlopin, Norvasc, Orcal, Zorem), barnidipin (Vasexten), lacidipin (Lacipil), lercanidipin

### Non-dihydropyridinové blokátory kalciových kanálů

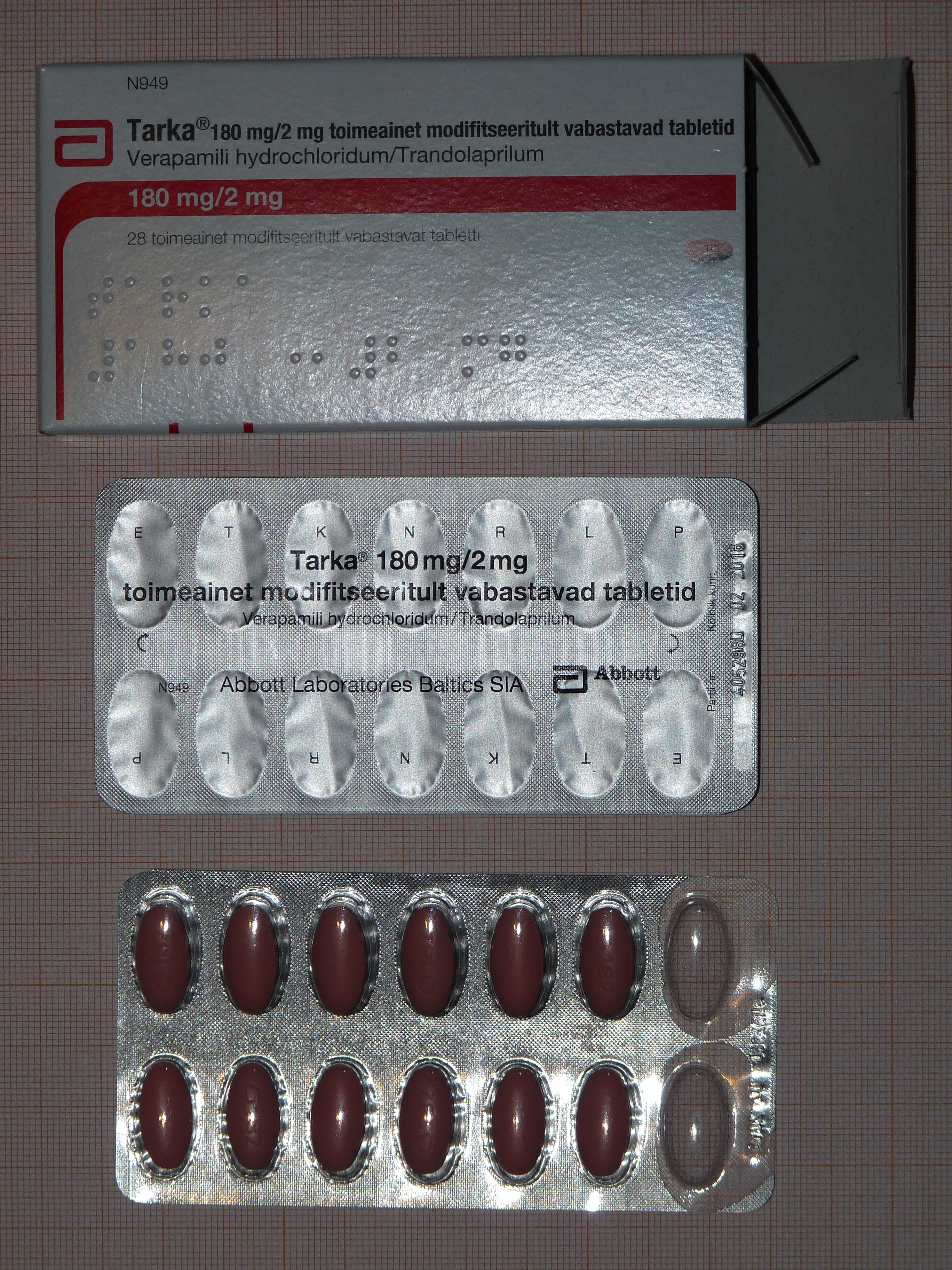
Tarka, kombinace verapamilu a trandolaprilu. Výrobce Abbot

#### Fenylalkylaminy
I. generace: verapamil
II. generace: verapamil SR (Isoptin SR, Verahexal KHK, Verogalid)

#### Benzothiazepiny
I. generace: diltiazem
II. generace: diltiazem SR (Diacordin SR, Blocalcin, Dilzem)

## Inhibitory ACE

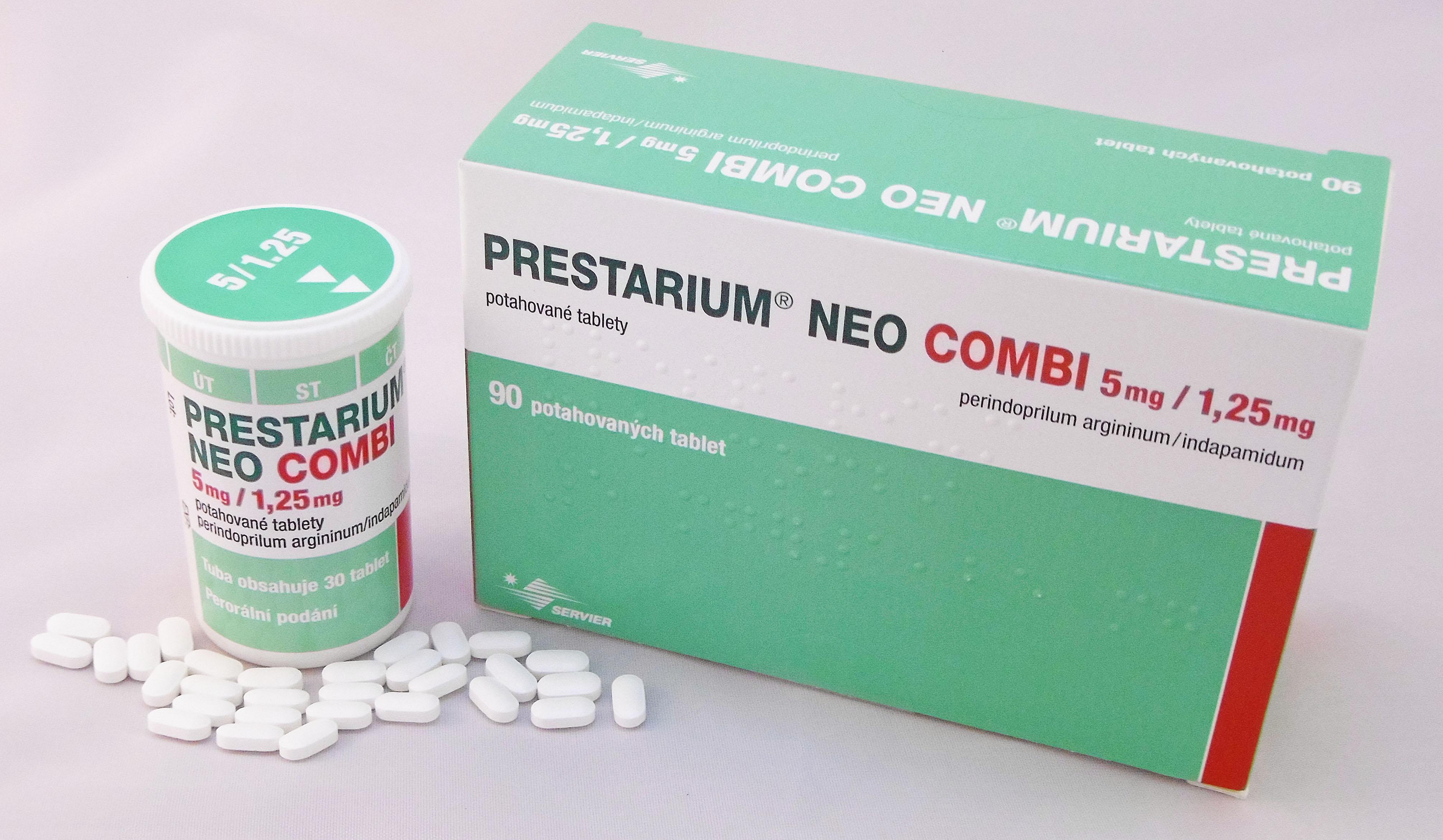
Prestarium, kombinace perindoprilu a indapamidu. Výrobce Servier.

ACE inhibitory potlačují aktivitu angiotenzin konvertujícího enzymu (ACE), který přeměňuje angiotenzin I na angiotenzin II. Angiotenzin II je silným vazokonstrikčním faktorem a také uvolňuje hormony, které zvyšují krevní tlak. Při poklesu angiotenzinu II tedy tlak krve klesá. Volba ACE inhibitoru závisí na mnoha faktorech včetně celkového zdravotního stavu pacienta. Jeho podání může být například výhodné pro jedince s chronickým onemocněním ledvin. Při léčbě hypertenze se inhibitory ACE mohou kombinovat například s diuretikem nebo blokátorem kalciového kanálu. Mezi známé nežádoucí účinky ACE inhibitorů patří suchý kašel, vysoká hladina draslíku v krvi, únava, závratě, bolesti hlavy, ztráta chuti a riziko angioedému.

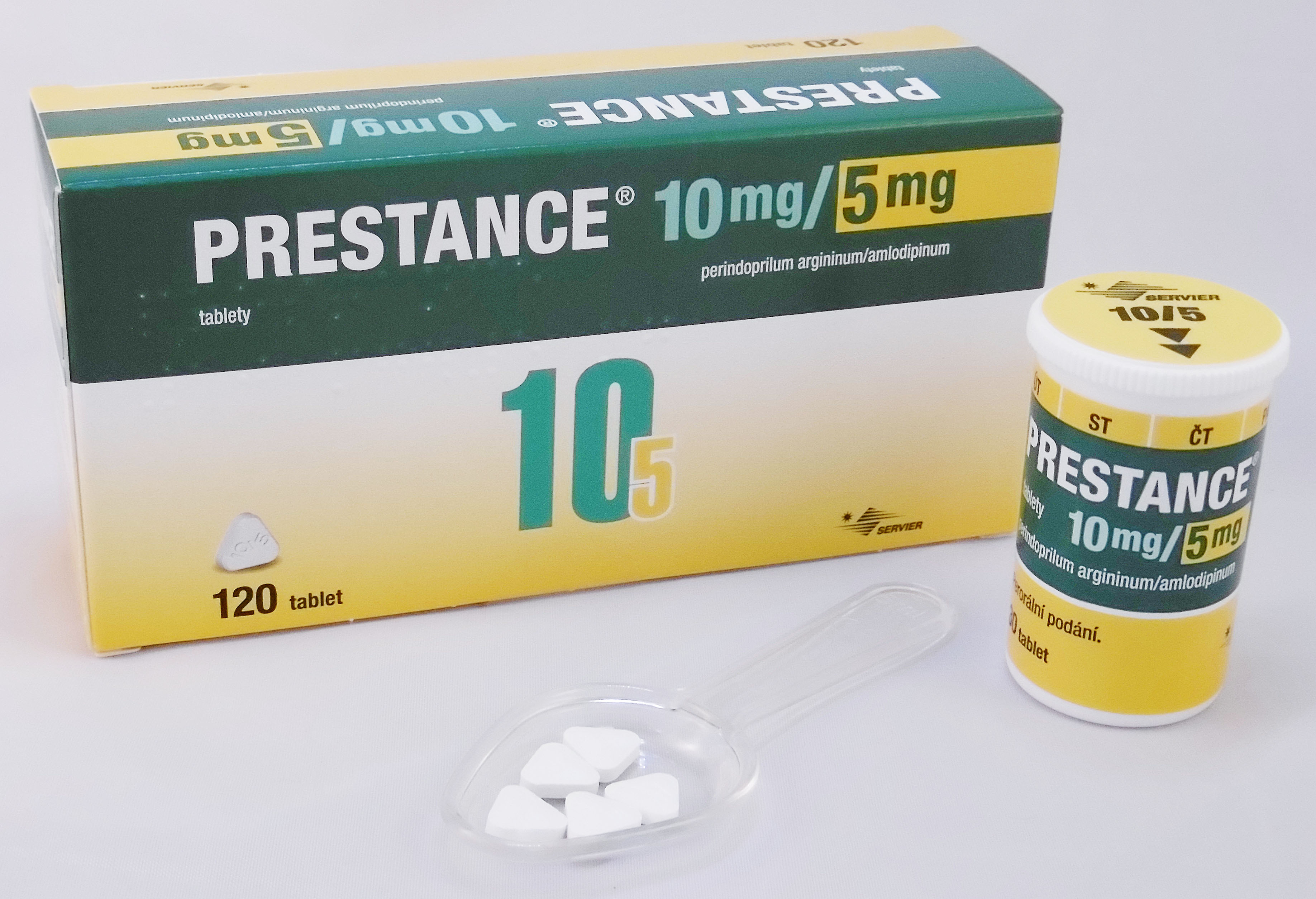
Prestance, kombinace perindoprilu a amlodipinu. Výrobce Servier.

K dispozici je mnoho inhibitorů ACE:
- benazepril (Lotensin)
- kaptopril (Tensiomin)
- enalapril (Vasotec, Enap, Berlipril, Enalapril, Enapril)
- fosinopril (Monopril)
- lisinopril (Zestril, Prinivil, Dapril, Diroton, Lisipril)
- moexipril (Univasc)
- perindopril (Prestarium, Perindopril, Apo-Perindo, Perinalon, Prenessa aj.)
- quinapril (Accupril)
- ramipril (Altace, Acesial, Ramipril, Piramil, Ramil, Tritace)
- trandolapril (Mavik)

## AT1 blokátory

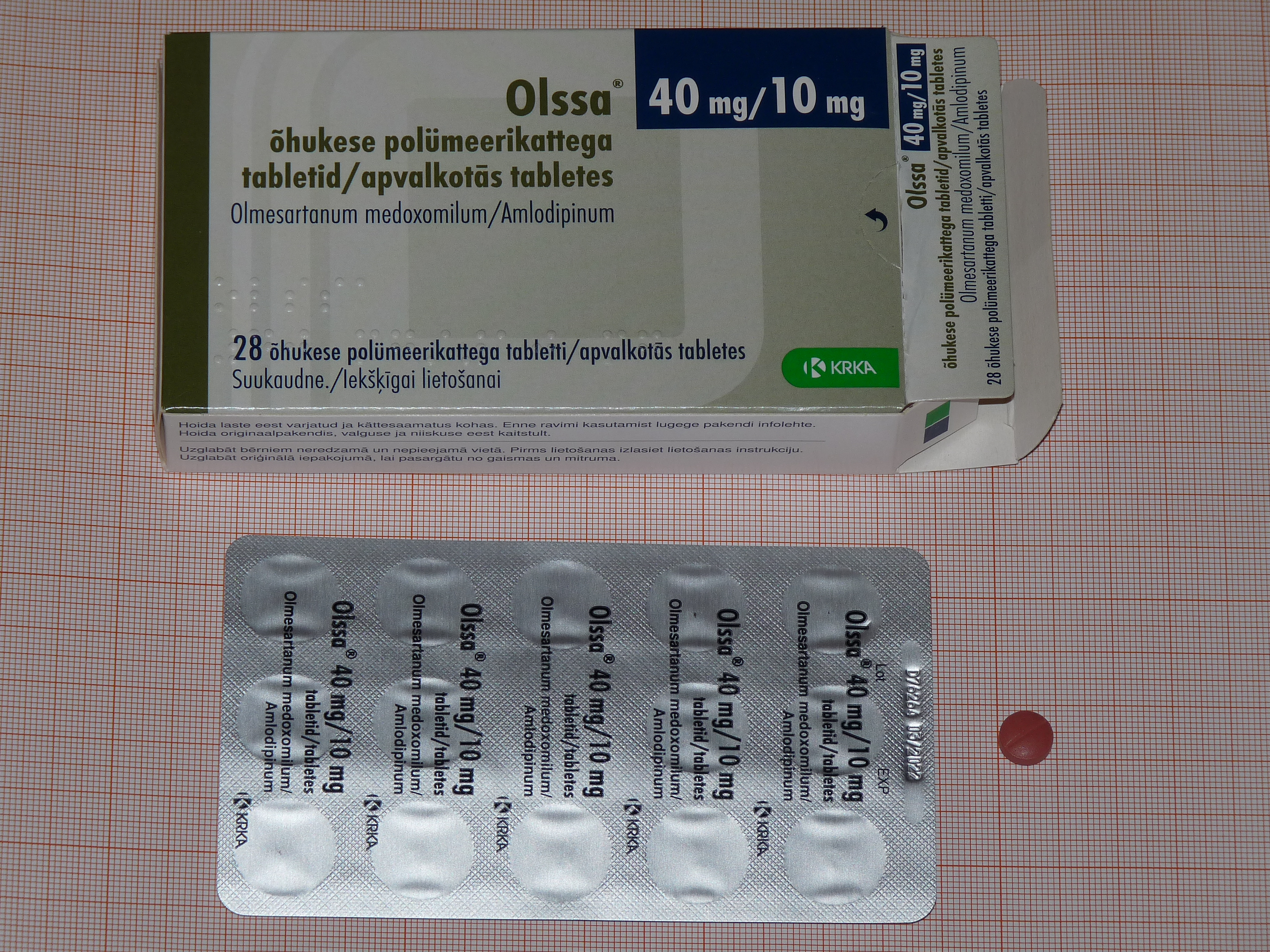
Olssa, kombinace olmesartanu a amlodipinu, výrobce Krka

Blokátory AT1- receptorů (AT1 blokátory, ARB), někdy nazývané také sartany, potlačují účinky angiotenzinu, který způsobuje zúžení tepen. Cévy tak zůstávají otevřené a krevní tlak se snižuje.
Mezi běžně předepisované AT1 blokátory patří:
- kandesartan (Atacand)
- losartan (Cozaar)
- valsartan (Diovan)
- irbesartan (Avapro)
- olmesartan (Benicar)
- telmisartan (Micardis)

## Beta-blokátory

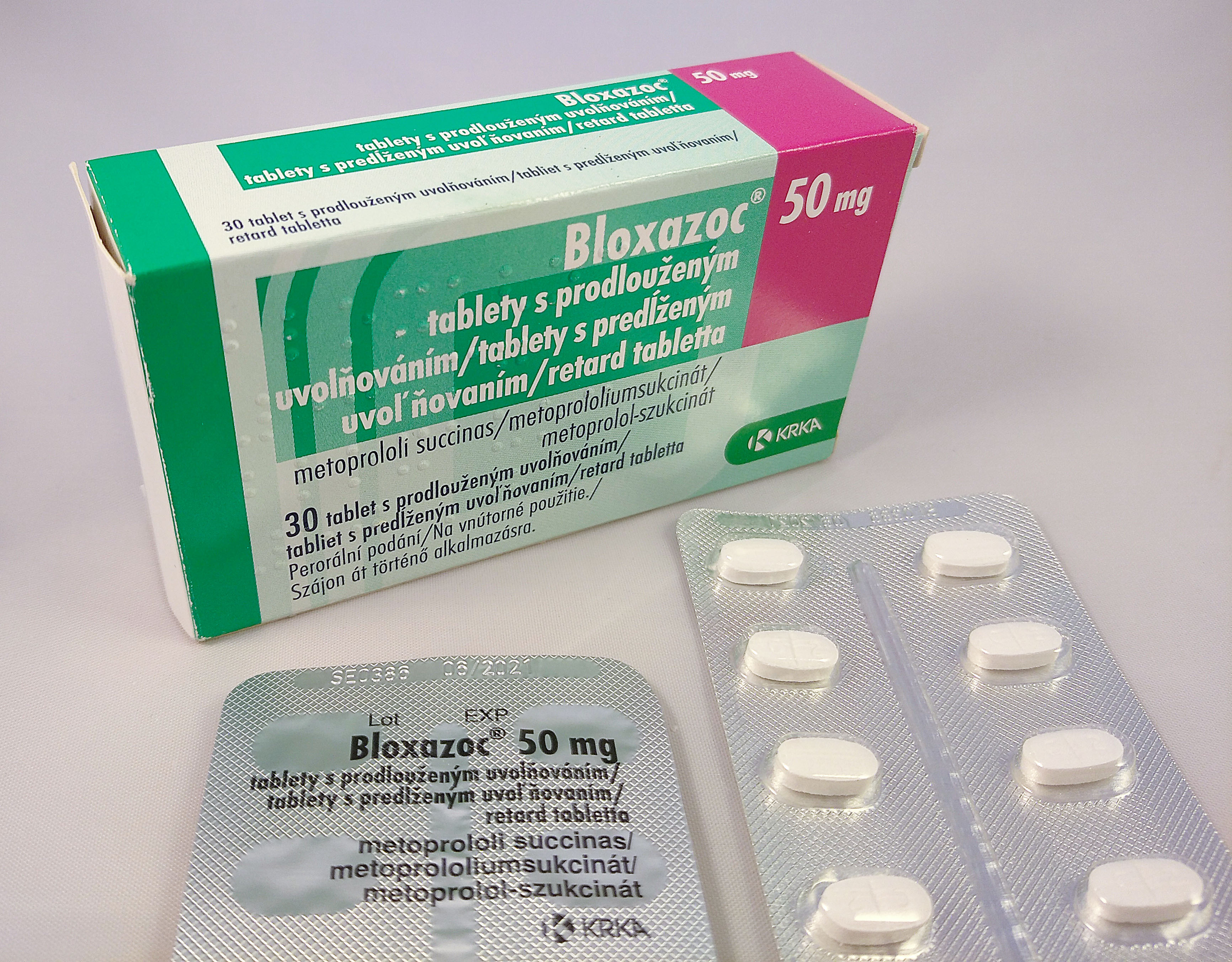
Bloxazoc, metoprolol. Výrobce Krka.

Beta-blokátory mohou blokovat beta-1 adrenergní receptory nebo beta-2 adrenergní receptory. Ty, které blokují beta-1-adrenergní receptory, zabraňují vazbě endogenních katecholaminů (např. adrenalinu a noradrenalinu), což v konečném důsledku snižuje krevní tlak snížením uvolňování reninu a srdečního výdeje. Beta-blokátory, které blokují beta-2-adrenergní receptory, snižují krevní tlak prostřednictvím zvýšené relaxace hladkého svalstva.
Mezi běžně předepisované betablokátory patří:
- atenolol (Tenormin)
- bisoprolol (Zebeta)
- carvedilol (Coreg), carvedilol phosphate (Coreg CR)
- labetalol (Trandate)
- metoprolol succinate (Toprol XL, Kapspargo Sprinkle), metoprolol tartrate (Lopressor)
- nadolol (Corgard)
- nebivolol (Bystolic)
- pindolol (Visken)
- propranolol (Inderal, Inderal LA, InnoPran XL)

Po tři desetiletí byly beta-blokátory hojně používány v léčbě hypertenze a v pokynech pro léčbu byly doporučovány jako léky první volby. V posledních letech však dochází k poklesu jejich užívání a některá národní doporučení je dokonce přeřazují až na místo třetí či čtvrté volby. Je to způsobeno vedlejšími účinky (poruchy nálady, snížená tolerance fyzické zátěže), účinky na metabolismus lipidů (snížení HDL-cholesterolu a zvýšení hladiny triglyceridů) a potenciálním diabetogenním působením, ale také výsledky provedených metaanalýz. Podle nich jsou betablokátory srovnatelné s ostatními třídami antihypertenziv pokud jde o prevenci infarktu myokardu, ale jsou méně účinné v prevenci cévních mozkových příhod a mortality. Evropské pokyny pro léčbu hypertenze z roku 2024 doporučují betablokátory kombinovat s některou z dalších základních skupin antihypertenziv, pokud existují další přesvědčivé indikace pro jejich použití, např. angina pectoris, stav po infarktu myokardu, nebo pro kontrolu srdeční frekvence.